# Parafia św. Anny w Kobielach Wielkich
Parafia Świętej Anny w Kobielach Wielkich – parafia rzymskokatolicka z siedzibą w Kobielach Wielkich. Należy do Dekanatu Kodrąb archidiecezji częstochowskiej. Została utworzona w 1386 roku. Parafię prowadzą księża diecezjalni.